# Selección femenina de fútbol sub-17 de Fiyi
La selección femenina de fútbol sub-17 de Fiyi es el equipo representativo de Fiyi en las competiciones oficiales. Su organización está a cargo de la Asociación de Fútbol de Fiyi, miembro de la OFC y la FIFA.

## Estadísticas

### Copa Mundial de Fútbol Femenino Sub-17
| Año                       | Fase            | Posición        | PJ              | PG              | PE              | PP              | GF              | GC              |
| ------------------------- | --------------- | --------------- | --------------- | --------------- | --------------- | --------------- | --------------- | --------------- |
| Nueva Zelanda 2008        | No se clasificó | No se clasificó | No se clasificó | No se clasificó | No se clasificó | No se clasificó | No se clasificó | No se clasificó |
| Trinidad y Tobago 2010    | No se clasificó | No se clasificó | No se clasificó | No se clasificó | No se clasificó | No se clasificó | No se clasificó | No se clasificó |
| Azerbaiyán 2012           | No se clasificó | No se clasificó | No se clasificó | No se clasificó | No se clasificó | No se clasificó | No se clasificó | No se clasificó |
| Costa Rica 2014           | No se clasificó | No se clasificó | No se clasificó | No se clasificó | No se clasificó | No se clasificó | No se clasificó | No se clasificó |
| Jordania 2016             | No se clasificó | No se clasificó | No se clasificó | No se clasificó | No se clasificó | No se clasificó | No se clasificó | No se clasificó |
| Uruguay 2018              | No se clasificó | No se clasificó | No se clasificó | No se clasificó | No se clasificó | No se clasificó | No se clasificó | No se clasificó |
| India 2022                | No se clasificó | No se clasificó | No se clasificó | No se clasificó | No se clasificó | No se clasificó | No se clasificó | No se clasificó |
| República Dominicana 2024 | No se clasificó | No se clasificó | No se clasificó | No se clasificó | No se clasificó | No se clasificó | No se clasificó | No se clasificó |

### Campeonato Femenino Sub-17 de la OFC
| Año                | Fase         | Posición     | PJ           | PG           | PE           | PP           | GF           | GC           |
| ------------------ | ------------ | ------------ | ------------ | ------------ | ------------ | ------------ | ------------ | ------------ |
| Nueva Zelanda 2010 | No participó | No participó | No participó | No participó | No participó | No participó | No participó | No participó |
| Nueva Zelanda 2012 | No participó | No participó | No participó | No participó | No participó | No participó | No participó | No participó |
| Islas Cook 2016    | Semifinal    | 3.º          | 5            | 2            | 1            | 2            | 10           | 18           |
| Samoa 2017         | Semifinal    | 3.º          | 4            | 2            | 1            | 1            | 8            | 5            |
| Tahití 2023        | Final        | 2.º          | 5            | 2            | 1            | 2            | 18           | 10           |